# 伊丹新
伊丹 新（いたみ しん、1965年9月17日 - ）は、NHKのチーフアナウンサー。

## 人物
岡山県出身。1988年入局。初任地は山口。佐賀、札幌、北見、和歌山等で勤務。2018年より高松放送局。

## 嗜好・挿話
- 小学生の頃からのラジオ好きで、面接で「NHKのラジオは多くはアナウンサー出身者が作っている」と教えられ、ラジオのディレクターやプロデューサーを目指しているなら、アナウンサーはどうかと薦められ入局した[3]。
- 延べ10箇所の赴任先の内、ラジオセンターが3回。
- 大阪局赴任時、公式サイトの顔写真が阪急伊丹線新伊丹駅の駅名標とツーショットしたものだった。
- 血液型はB型。

## 過去の担当番組
- 山口のニュース・気象情報・中継等
- 佐賀のニュース・気象情報・中継等
- ことばてれび
- NHKニュースおはよう北海道
- ほくほくテレビオホーツク
- オホーツク情報広場
- オホーツクきんよう広場
- 「ラジオあさいちばん」・防災担当プロデューサー
- 和歌山のニュース等（アナウンス統括）
- 香川のニュース・気象情報等
- 広島県・中国地方のニュース